# EPrix de Mexico 2016
GP précédent GP suivant
L'ePrix de Mexico 2016 (2016 FIA Formula E Mexico City ePrix), disputé le 12 mars 2016 sur l'Autódromo Hermanos Rodríguez, est la seizième manche de l'histoire du championnat de Formule E FIA. Il s'agit de la première édition de l'ePrix de Mexico comptant pour le championnat de Formule E et de la cinquième manche du championnat 2015-2016.

## Essais libres

### Première séance
| Pos. | Pilote            | Voiture                   | Chrono         | Écart     |
| ---- | ----------------- | ------------------------- | -------------- | --------- |
| 1    | Sébastien Buemi   | Renault e.dams            | 1 min 03 s 995 |           |
| 2    | Loïc Duval        | Dragon Racing             | 1 min 04 s 362 | + 0 s 367 |
| 3    | Oliver Turvey     | NEXTEV TCR                | 1 min 05 s 067 | + 1 s 072 |
| 4    | Nicolas Prost     | Renault e.dams            | 1 min 05 s 149 | + 1 s 154 |
| 5    | Daniel Abt        | ABT Schaeffler Audi Sport | 1 min 05 s 188 | + 1 s 193 |
| 6    | Jérôme d'Ambrosio | Dragon Racing             | 1 min 05 s 257 | + 1 s 262 |

### Deuxième séance
| Pos. | Pilote          | Voiture                   | Chrono         | Écart     |
| ---- | --------------- | ------------------------- | -------------- | --------- |
| 1    | Sébastien Buemi | Renault e.dams            | 1 min 03 s 341 |           |
| 2    | Daniel Abt      | ABT Schaeffler Audi Sport | 1 min 03 s 599 | + 0 s 258 |
| 3    | Lucas di Grassi | ABT Schaeffler Audi Sport | 1 min 03 s 748 | + 0 s 407 |
| 4    | Nicolas Prost   | Renault e.dams            | 1 min 03 s 818 | + 0 s 477 |
| 5    | Mike Conway     | Venturi                   | 1 min 03 s 910 | + 0 s 569 |
| 6    | Oliver Turvey   | NEXTEV TCR                | 1 min 03 s 964 | + 0 s 623 |

## Qualifications
| Pos. | Pilote                 | Écurie                    | Groupe de qualification | Super pole     | Grille |
| ---- | ---------------------- | ------------------------- | ----------------------- | -------------- | ------ |
| 1    | Jérôme d'Ambrosio      | Dragon Racing             | 1 min 03 s 992          | 1 min 03 s 705 | 1      |
| 2    | Nicolas Prost          | Renault e.Dams            | 1 min 03 s 877          | 1 min 04 s 013 | 2      |
| 3    | Lucas di Grassi        | ABT Schaeffler Audi Sport | 1 min 03 s 990          | 1 min 04 s 023 | 3      |
| 4    | Daniel Abt             | ABT Schaeffler Audi Sport | 1 min 04 s 077          | 1 min 04 s 335 | 4      |
| 5    | Sébastien Buemi        | Renault e.Dams            | 1 min 03 s 667          | 1 min 05 s 183 | 5      |
| 6    | Jean-Éric Vergne       | DS Virgin Racing          | 1 min 04 s 268          |                | 6      |
| 7    | António Félix da Costa | Team Aguri                | 1 min 04 s 371          |                | 17     |
| 8    | Loïc Duval             | Dragon Racing             | 1 min 04 s 492          |                | 7      |
| 9    | Nick Heidfeld          | Mahindra Racing           | 1 min 04 s 523          |                | 8      |
| 10   | Stéphane Sarrazin      | Venturi                   | 1 min 04 s 583          |                | 9      |
| 11   | Sam Bird               | DS Virgin Racing          | 1 min 04 s 594          |                | 10     |
| 12   | Simona De Silvestro    | Andretti                  | 1 min 04 s 606          |                | 11     |
| 13   | Robin Frijns           | Andretti                  | 1 min 04 s 959          |                | 12     |
| 14   | Mike Conway            | Venturi                   | 1 min 05 s 108          |                | 13     |
| 15   | Salvador Durán         | Team Aguri                | 1 min 05 s 452          |                | 14     |
| 16   | Oliver Turvey          | NEXTEV TCR                | 1 min 06 s 166          |                | 15     |
| 17   | Bruno Senna            | Mahindra Racing           | 1 min 07 s 724          |                | 16     |
| 18   | Nelsinho Piquet        | NEXTEV TCR                | Pas de temps            |                | 18     |

- António Félix da Costa (Team Aguri) écope de 10 places de pénalité pour avoir changé de boîte de vitesses.

## Course

### Classement
| Pos. | no | Pilote                 | Écurie                    | Tours | Temps/Abandon                      | Grille | Points |
| ---- | -- | ---------------------- | ------------------------- | ----- | ---------------------------------- | ------ | ------ |
| 1    | 7  | Jérôme d'Ambrosio      | Dragon Racing             | 43    | 48 min 28 s 409                    | 1      | 28     |
| 2    | 9  | Sébastien Buemi        | Renault e.Dams            | 43    | + 0 s 106                          | 5      | 18     |
| 3    | 8  | Nicolas Prost          | Renault e.dams            | 43    | + 25 s 537                         | 2      | 17     |
| 4    | 6  | Loïc Duval             | Dragon Racing             | 43    | + 26 s 358 (dont 15 s de pénalité) | 7      | 12     |
| 5    | 27 | Robin Frijns           | Amlin Andretti            | 43    | + 28 s 477                         | 12     | 10     |
| 6    | 2  | Sam Bird               | DS Virgin Racing          | 43    | + 28 s 928                         | 10     | 8      |
| 7    | 66 | Daniel Abt             | ABT Schaeffler Audi Sport | 43    | + 30 s 051                         | 4      | 6      |
| 8    | 23 | Nick Heidfeld          | Mahindra Racing           | 43    | + 36 s 373                         | 8      | 4      |
| 9    | 4  | Stéphane Sarrazin      | Venturi                   | 43    | + 37 s 291                         | 9      | 2      |
| 10   | 21 | Bruno Senna            | Mahindra Racing           | 43    | + 37 s 603                         | 16     | 1      |
| 11   | 88 | Oliver Turvey          | NEXTEV TCR                | 43    | + 38. s 598                        | 15     |        |
| 12   | 12 | Mike Conway            | Venturi                   | 43    | + 38 s 790                         | 13     |        |
| 13   | 1  | Nelsinho Piquet        | NEXTEV TCR                | 43    | + 42 s 351                         | 18     |        |
| 14   | 28 | Simona de Silvestro    | Amlin Andretti            | 43    | + 43 s 971                         | 11     |        |
| 15   | 77 | Salvador Durán         | Team Aguri                | 43    | + 1 min 03 s 082                   | 14     |        |
| 16   | 25 | Jean-Éric Vergne       | DS Virgin Racing          | 42    | + 1 tour                           | 6      |        |
| Abd. | 55 | António Félix da Costa | Team Aguri                | 32    | Accident                           | 17     |        |
| Dsq. | 11 | Lucas di Grassi        | ABT Schaeffler Audi Sport | 43    | Voiture sous le poids minimum      | 3      |        |

- Salvador Durán, Jean-Éric Vergne et Lucas di Grassi ont été désignés par un vote en ligne pour obtenir le fanboost, qui leur permet de bénéficier de 25 kW supplémentaires pendant cinq secondes lors de la course[6].
- Loïc Duval (Dragon Racing) écope de 15 secondes de pénalité pour être régulièrement sorti des limites de la piste
- Lucas di Grassi (ABT Schaeffler Audi Sport) a terminé premier, mais a été disqualifié en raison d'une monoplace étant sous le poids minimum autorisé.

### Pole position et record du tour
La pole position et le meilleur tour en course rapportent respectivement 3 points et 2 points.
- Pole position :  Jérôme d'Ambrosio (Dragon Racing) en 1 min 03 s 705.
- Meilleur tour en course :  Nicolas Prost (Renault e.dams) en 1 min 04 s 569 au 29e tour.

### Tours en tête
- Jérôme d'Ambrosio (Dragon Racing) : 22 tours (1-22)
- Oliver Turvey (NEXTEV TCR) : 1 tour (23)
- Lucas di Grassi (ABT Schaeffler Audi Sport) : 20 tours (24-43)

## Classements généraux à l'issue de la course
| Pos. | Pilote                 | Points |
| ---- | ---------------------- | ------ |
| 1    | Sébastien Buemi        | 98     |
| 2    | Lucas di Grassi        | 76     |
| 3    | Sam Bird               | 60     |
| 4    | Jérôme d'Ambrosio      | 58     |
| 5    | Loïc Duval             | 44     |
| 6    | Nicolas Prost          | 38     |
| 7    | Robin Frijns           | 31     |
| 8    | Stéphane Sarrazin      | 30     |
| 9    | Nick Heidfeld          | 27     |
| 10   | António Félix da Costa | 16     |
| 11   | Daniel Abt             | 16     |
| 12   | Bruno Senna            | 12     |
| 13   | Oliver Turvey          | 10     |
| 14   | Jean-Éric Vergne       | 6      |
| 15   | Nelsinho Piquet        | 4      |
| 16   | Nathanaël Berthon      | 4      |

| Pos. | Écurie                    | Points |
| ---- | ------------------------- | ------ |
| 1    | Renault e.dams            | 136    |
| 2    | Dragon Racing             | 102    |
| 3    | ABT Schaeffler Audi Sport | 92     |
| 4    | DS Virgin Racing          | 69     |
| 5    | Mahindra Racing           | 39     |
| 6    | Amlin Andretti            | 31     |
| 7    | Venturi Formula E Team    | 30     |
| 8    | Team Aguri                | 20     |
| 9    | NEXTEV TCR                | 14     |